# 卢贝新城
卢贝新城（法語：Villeneuve-Loubet，法語發音：[vilnœv lubɛ]）是法国普罗旺斯-阿尔卑斯-蓝色海岸大区滨海阿尔卑斯省的一个市镇，位于该省南部偏东，地中海沿岸，属于格拉斯区。

## 地理
卢贝新城（43°39'29"N, 7°7'17"E）面积19.6 平方千米，位于法国普罗旺斯-阿尔卑斯-蓝色海岸大区滨海阿尔卑斯省，该省份为法国东南部沿海省份，南濒地中海，西南至瓦尔省，西北接上普罗旺斯阿尔卑斯省，北部和东部与意大利接壤。
与卢贝新城接壤的市镇（或旧市镇、城区）包括：昂蒂布、比奥特、滨海卡涅、卢河畔拉科勒、罗克福尔莱潘、瓦尔博讷。

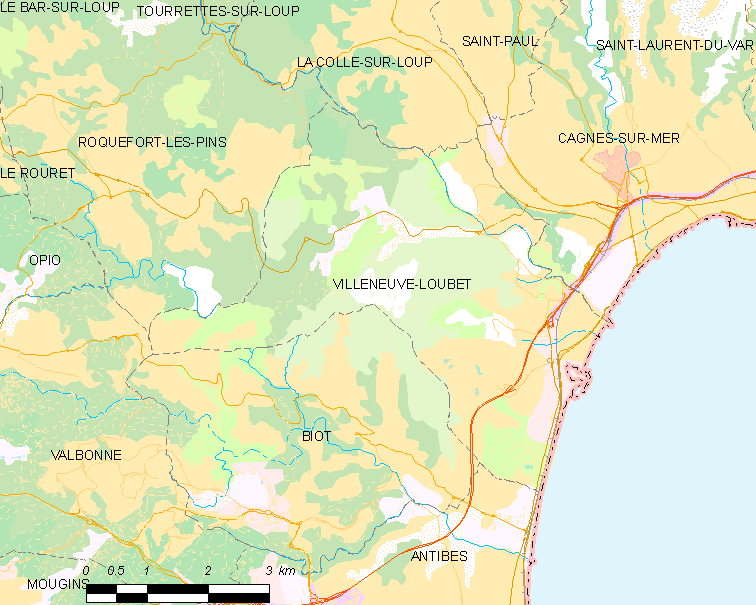
卢贝新城的OSM定位图

卢贝新城的时区为UTC+01:00、UTC+02:00（夏令时）。

## 行政
卢贝新城的邮政编码为06270，INSEE市镇编码为06161。

## 政治
卢贝新城所属的省级选区为卢贝新城县。

## 人口

1962-2008年间卢贝新城人口变化图示

卢贝新城于2022年1月1日时的人口数量为16729人。

## 友好城市
- 義大利 福林波波利